# Ptiloglossa torquata
Ptiloglossa torquata är en biart som beskrevs av Jesus Santiago Moure 1987. Ptiloglossa torquata ingår i släktet Ptiloglossa och familjen korttungebin. Inga underarter finns listade i Catalogue of Life.